# Delia rainieri
Delia rainieri este o specie de muște din genul Delia, familia Anthomyiidae. A fost descrisă pentru prima dată de Huckett în anul 1951. Conform Catalogue of Life specia Delia rainieri nu are subspecii cunoscute.